# 黑鳶級氣墊登陸艇
黑鳶級氣墊登陸艇（LSF-II）是大韓民國海軍向美國採購LCAC-1級氣墊登陸艇設計後在地授權生產的气垫登陆艇，與獨島級兩棲突擊艦偕同運用。

## 簡介
大韓民國在1998年自美國海外軍售途徑向美國購入了4艘氣墊登陸艇生產授權，2002年9月向美方廠商以50億韓圓的價格買入了LCAC-1級氣墊登陸艇的相關設計資料與技術協助，韓國自製的氣墊登陸艇代號LSF-II。
韓進重工在2004年爭取到生產承包，以923億6700萬韓元的價格打造2艘黑鳶級氣墊登陸艇，相關的動力核心零件比照LCAC SLEP計畫規格購置，在2005年向美國原廠採購，具有30年的設計操作壽命。首批黑鳶級2艘皆在2007年完工，黑鳶級包含備料與技術準備等實際工期約需5年，第一批次的製造預算最終則是增長至1,040億韓元。
黑鳶級的船身尺寸較原版LCAC增長了40公分，增加了貨運甲板的空間，並取消了LCAC設計中配置在控制室後方的姿態控制噴射口，但是整體性能大致不變。而韓國海軍陸戰隊主力裝甲戰具為K1A1戰車，因此公開的最大酬載為55噸，但由於輪機系統承襲美軍版本，而美軍LCAC則是可裝載60噸級的M1戰車，因此實值性能上限不限於公表規格。
隨著獨島級後續艦復產，黑鳶級亦開始增產，第二批次在2016年12月初下訂2艘，總價1.3億美元，每艘單價762億韓圓，原定2021年交艦，但是2017年2月修改契約後預定在2020年交艦，但實際仍延滯到2021年下水。第三批次4艘在2019年12月下訂，總價2.65億美元，每艘造價790億韓元，預定在2024年12月交艦。第三批次也同樣遭遇到工期延後的問題，目前第一批在2023年5月下水。
目前，黑鳶級編制在大韓民國海軍第53兩棲登陸中隊，設有專屬廠棚進行維護。

## 同級艦
| 舷號     | 開工     | 下水           | 服役          | 狀態     |
| 第一批次 | 第一批次 | 第一批次       | 第一批次      | 第一批次 |
| -------- | -------- | -------------- | ------------- | -------- |
| LSF-631  | 2004年   |                | 2007年4月     | 現役     |
| LSF-632  | 2004年   |                | 2007年        | 現役     |
| 第二批次 |          |                |               |          |
| LSF-633  |          | 2021年12月14日 | 2022年1月27日 | 現役     |
| LSF-635  |          | 2021年12月14日 |               | 現役     |
| 第三批次 |          |                |               |          |
| LSF-636  |          | 2023年5月17日  |               |          |
| LSF-637  |          | 2023年5月17日  |               |          |
| LSF-638  |          |                |               |          |
| LSF-639  |          |                |               |          |

## 外部介紹
- 韓進重工官網：特殊船艦介紹 （页面存档备份，存于）

- ソルゲ型エアクッション揚陸艇（LSF-II） 日本周辺国の軍事兵器 （页面存档备份，存于）